# Max Chopard-Acklin

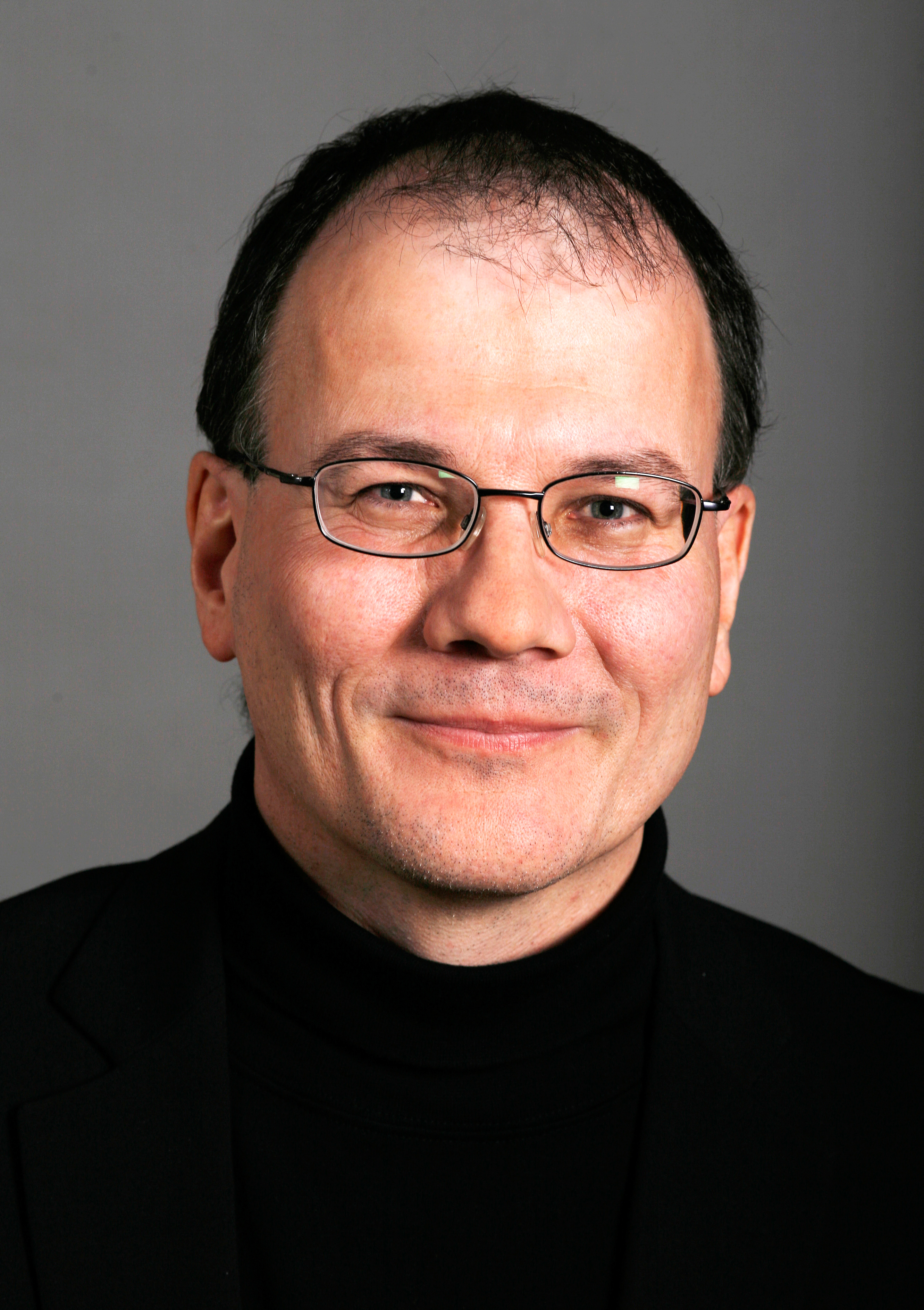
Max Chopard-Acklin

Max Chopard-Acklin (* 30. August 1966 in Untersiggenthal, heimatberechtigt in Sonvilier und Untersiggenthal) ist ein Schweizer Politiker (SP).

## Leben
Chopard-Acklin wohnt in Nussbaumen und ist heimatberechtigt in Sonvilier und Untersiggenthal. Er ist verheiratet und Vater eines Kindes. Er ist der Sohn des verstorbenen Max Chopard-Borner, der ebenfalls zuerst Grossrat und 1969 bis 1987 Nationalrat war.

## Politik
Max Chopard-Acklin war von November 1991 bis März 1993 und von April 1997 bis März 2009 im Grossen Rat des Kantons Aargau. Vom 2. März 2009 bis zu seiner Nichtwiederwahl infolge eines Sitzverlustes seiner Partei bei den Nationalratswahlen vom 18. Oktober 2015 war er Mitglied des Nationalrats. Chopard-Acklin war unter anderem Mitglied in der Kommission für Umwelt, Raumplanung und Energie (UREK-NR). Er engagiert sich schwerpunktmässig in Sozial- und Umweltfragen.
Am 23. Oktober 2016 schaffte Max Chopard-Acklin mit der erneuten Wahl in den Grossen Rat des Kantons Aargau ein politisches Comeback.
In seinen jungen Jahren war Chopard-Acklin Aktivist der Gruppe für eine Schweiz ohne Armee (GSoA). Die Frage, ob er immer noch Mitglied der GSoA ist, führte im September 2011 im Rahmen der Diskussion über den Armeebericht 2010 zu einem längeren Wortwechsel im Nationalrat. Den Medien gegenüber sagte Chopard-Acklin anschliessend, er habe früher als Passivmitglied Beiträge eingezahlt, tue das aktuell aber nicht mehr.
2010–2015 war Chopard-Acklin Präsident der parlamentarischen Gruppe für Polizei- und Sicherheitsfragen.
Seit 2012 Tätigkeit in der Umwelt Arena Spreitenbach, Projektleiter Ausstellungen und Leiter Besucherinformation.